# Alliopsis dentiventris
Alliopsis dentiventris är en tvåvingeart som först beskrevs av Ringdahl 1918.  Alliopsis dentiventris ingår i släktet Alliopsis och familjen blomsterflugor. Arten är reproducerande i Sverige. Inga underarter finns listade i Catalogue of Life.